# Mandu (étel)
A mandu (hangul: 만두) egy koreai töltött tésztaféle. Hasonlít a török mantıhoz, a kínai csiaocéhez, a mongol bódzhoz és hósorhoz illetve a japán gjózához. A vékonyra nyújtott, kiszaggatott tésztára fűszerezett zöldséges húst, vagy zöldségeket, tofut helyeznek. Általában csilipaprikás szójaszósszal és kimcshi (kimchi)vel tálalják.

## Jellemzői
Az elkészítési mód szerint háromféle mandut különböztetnek meg: a sült mandu neve kunmandu (gunmandu) (군만두), a főtté mulmandu (물만두), a gőzölté ccsinmandu (jjinmandu) (찐만두).
A mandu valószínűleg a Közel-Keletről, a selyemút közvetítésével jutott el az ázsiai országokba, köztük Koreába is, a Korjo korban a mongoloktól vették át.

## Mandugva(Mandugwa)
A mandugva (mandugwa) (만두과) édes töltelékkel töltött mandu édes szirupban.

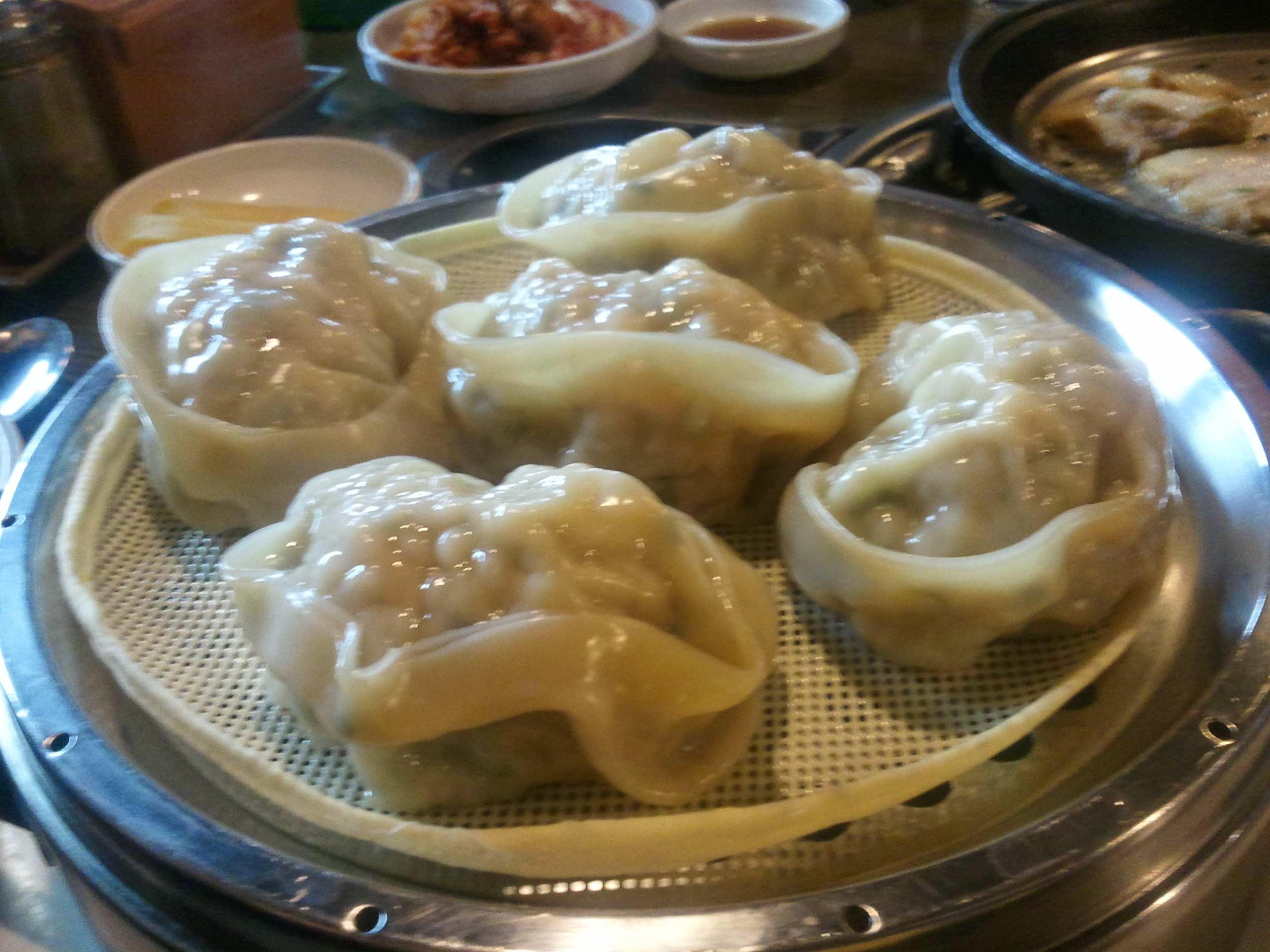
mulmandu (물만두)
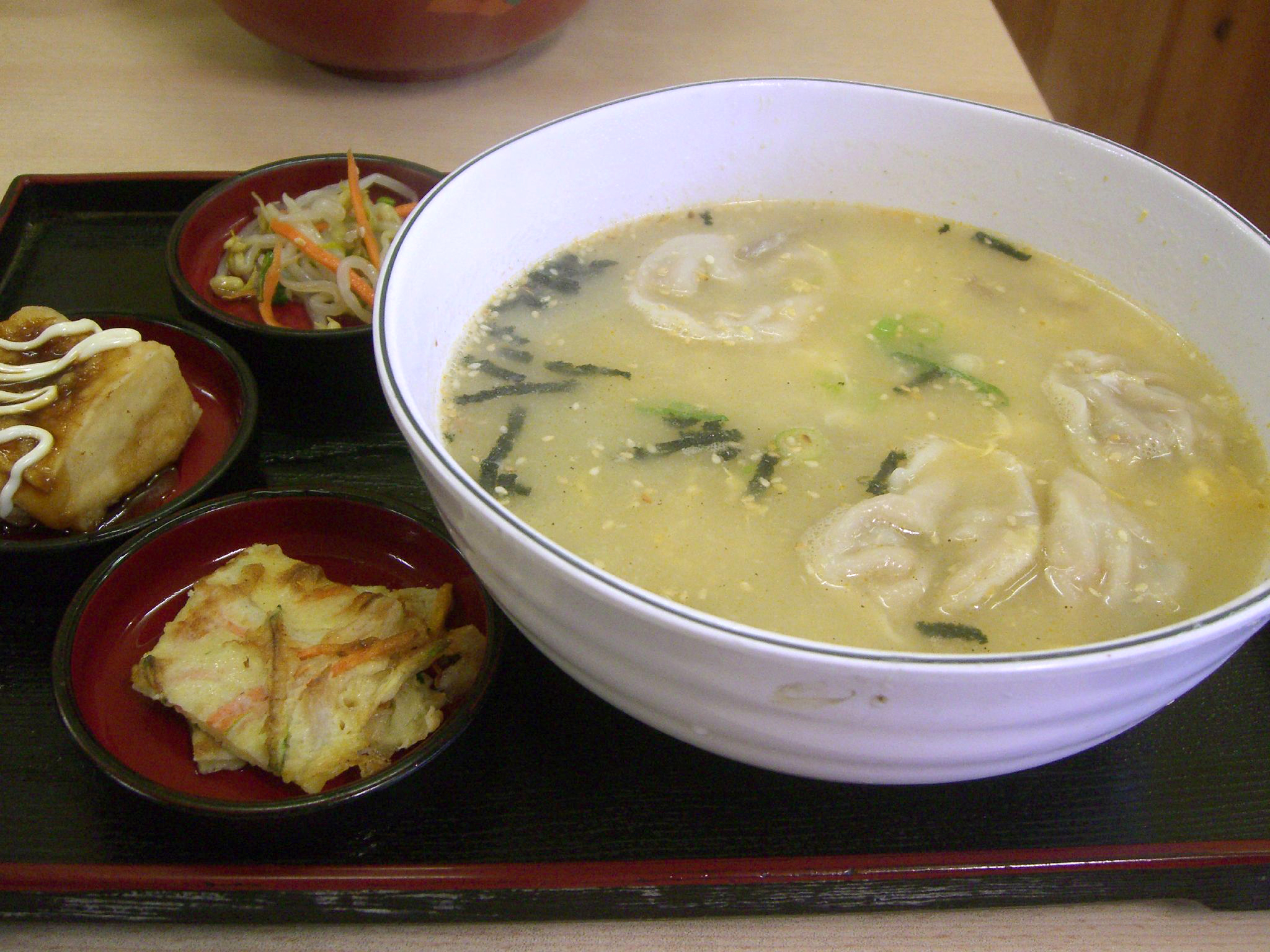
manduguk (만두국), azaz manduleves
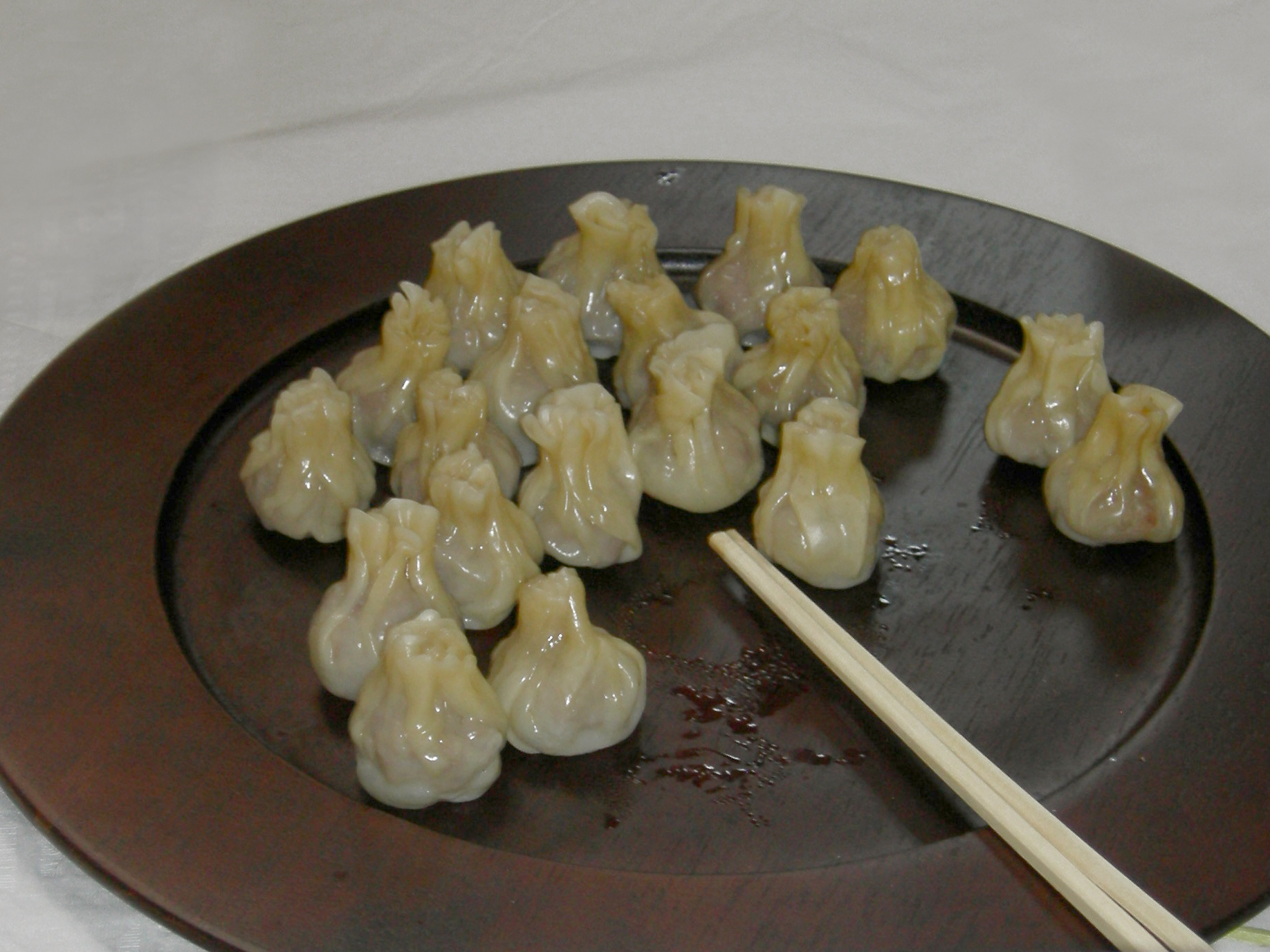
jongunmandu (연근만두), azaz lótuszgyökér-mandu